# BMW F800 GT
La BMW F800 GT è una motocicletta prodotta dalla casa motociclistica tedesca BMW Motorrad dal 2013 al 2020.

## Descrizione
Presentata in anteprima all'EICMA di Milano a fine 2012 e introdotta sul mercato nella primavera del 2013 per sostituire della F800 ST a spingere la moto c'è un motore a due cilindri in linea da 798 cm³ con distribuzione bialbero a 8 valvole, disposto frontemarcia, sviluppato congiuntamente da BMW e da Rotax. Il motore produce una potenza di 66 kW (90 CV) a 8000 giri/min e una coppia di 86 Nm a 5800 giri/min. Il telaio è del tipo a doppio trave con culla aperta in alluminio.
Rispetto alla 800 ST che va a sostituire, la 800 GT ha una potenza superiore di 3,5 kW (5 CV), una carenatura ridisegnata per avere una migliore protezione dal vento e dalle intemperie, la disponibilità in opzione della Regolazione Elettronica delle Sospensioni (ESA) e del Controllo Automatico della Stabilità (ASC) con regolazione del precarico della sospensione posteriore, forcellone posteriore più lungo di 50 mm, cerchi in alluminio pressofuso più leggeri, quadranti degli strumenti aggiornati e nuovo sistema di scarico.
A fine 2017 la moto subisce un aggiornamento sia estetico che meccanico.